# Enganyapastors maia
L'enganyapastors maia (Antrostomus badius) és una espècie d'ocell de la família dels caprimúlgids (Caprimulgidae) que habita bosc obert i clars del bosc a les terres baixes de la Península de Yucatán, l'illa Cozumel, terres baixes del Carib de Guatemala i Belize.